# Uaru
Uaru — рід риб родини цихлових (Cichlidae). Назва Uaru походить від амазонського слова, що означає жабу. Представники роду живуть у чорних водах верхньої Оріноко і Ріу-Неґру, басейн Амазонки. Таки вид, як U. amphiacanthoides, є цінним промисловим видом в Бразилії, а також популярним об'єктом акваріумістики.

## Види
Налічує 2 види:
- Uaru amphiacanthoides Heckel 1840
- Uaru fernandezyepezi Stawikowski 1989